# 1961 코파 델 헤네랄리시모 결승전
1961 코파 델 헤네랄리시모 결승전(스페인어: La Final de la Copa del Generalísimo de 1961)은 현재 코파 델 레이로 알려진 스페인 컵대회의 57번째 결승전이다. 이 경기는 1961년 7월 2일, 마드리드의 산티아고 베르나베우에서 열렸고, 아틀레티코 마드리드가 레알 마드리드를 3-2로 이기고 2년 연속 우승을 거두었다.

## 상세 경기 정보
| 아틀레티코 마드리드          | 3–2               | 레알 마드리드                 |
| ---------------------------- | ----------------- | ----------------------------- |
| 페이로 20′, 46′ · 멘돈사 69′ | 리포트 (스페인어) | 푸슈카시 9′ · 디 스테파노 82′ |

| 아틀레티코 마드리드: |    |                           |
|                      |    |                           |
| GK                   | 1  | 에드가르도 마디나베이티아 |
| DF                   | 2  | 펠리시아노 리비야         |
| DF                   | 3  | 호르헤 그리파             |
| DF                   | 4  | 이사시오 카예하           |
| MF                   | 5  | 하미루                    |
| MF                   | 6  | 알베르토 카예호           |
| FW                   | 7  | 미겔 존스                 |
| FW                   | 8  | 아델라르도 로드리게스     |
| FW                   | 9  | 조르즈 알베르투 멘돈사    |
| FW                   | 10 | 호아킨 페이로             |
| FW                   | 11 | 엔리케 코야르 (주장)      |
| 감독:                |    |                           |
| 호세 비얄롱가        |    |                           |

| 레알 마드리드: |    |                          |
|                |    |                          |
| GK             | 1  | 호세 비센테 트라인       |
| DF             | 2  | 마르키토스               |
| DF             | 3  | 호세 에밀리오 산타마리아 |
| DF             | 4  | 페드로 카사도            |
| MF             | 5  | 호세 마리아 비달         |
| MF             | 6  | 파친                     |
| FW             | 7  | 엔리케 마테오스          |
| FW             | 8  | 루이스 델 솔             |
| FW             | 9  | 알프레도 디 스테파노     |
| FW             | 10 | 푸슈카시 페렌츠          |
| FW             | 11 | 프란시스코 헨토 (주장)   |
| 감독:          |    |                          |
| 미겔 무뇨스    |    |                          |

## 같이 보기
- 마드리드 더비